# Malcocinado
Malcocinado là một đô thị trong tỉnh Badajoz, Extremadura, Tây Ban Nha. Theo điều tra dân số 2005 (INE), đô thị này có dân số là 486 người.
38°7′B 5°41′T / 38,117°B 5,683°T